# 보스니아 헤르체고비나 사회주의 공화국
보스니아 헤르체고비나 사회주의 공화국(세르보크로아트어: Socijalistička Republika Bosna i Hercegovina, Социјалистичка Pепублика Босна и Херцеговина)은 구 유고슬라비아 사회주의 연방 공화국을 구성했던 공산주의 국가이다. 이 나라는 지금의 보스니아 헤르체고비나의 전신이며, 1943년 11월 25일 므르코니치그라드(Mrkonjić Grad)에서 반파시스트 레지스탕스의 회의로 형성되었다.
이 자치 공화국은 1990년 공산당의 일당 지배 체제가 무너져 민주화가 이루어졌으며, 1992년 유고슬라비아에게 독립을 선언하고 보스니아 헤르체고비나 공화국으로 독립하였다.
수도는 사라예보이며, 독립 후에도 보스니아 헤르체고비나의 수도가 되었다.

보스니아 헤르체고비나 사회주의 공화국의 국기
보스니아 헤르체고비나 사회주의 공화국의 국장